# مامبو جامبو
مامبو جامبو (بالإنجليزية:  Mumbo jumbo)‏، هي عبارة أو مصطلح إنجليزي يشير لشيء لا معني له أو غير مفهوم.

## أصل الكلمة
ترجع أصل التسمية لكلمة Maamajomboo في اللغة الماندينغية، وهو راقص مقنع في الطقوس الدينية. وفي مذكرات الرحالة مونغو بارك رحلات إلى أعماق إفريقيا عام 1795، تصف مامبو جامبو بأنه رجل يهوى التنكر وعادة ما يتدخل لفض أي مشاكل في مجتمعه. وفي القرن الثامن عشر استخدم المصطلح للإشارة لإله في غرب أفريقيا.